# Универзитет Принстон
Универзитет Принстон (енгл. Princeton University) је приватни универзитет који се налази у Принстону, Њу Џерзију, Сједињеним Америчким Државама. Један је од осам универзитета Ајви лиге и спада у колонијалне колеџе. Основан је 1746. године у Елизабету, Њу Џерзију, као колеџ Њу Џерзија. Касније, 1747. године премештен је у Њуарк, а потом у Принстон 1756. где је 1896. преименован у садашњи назив. Принстон је био четврта високошколска институција у САД. Једно време био је везан за презбитеријанску цркву, али данас је секуларна институција која не врши притиске и нема верске захтеве према својим студентима.
Принстон пружа додипломску и постдипломску обуку из хуманистике, друштвених наука, природних наука и инжењерства. Универзитет нуди професионалне дипломе кроз Принстонску школу за јавне и међународне послове, Факултет за инжењерство и примењене науке, Архитектонску школу и Бендхајмски центар за финансије. Универзитет такође руководи Лабораторијом за физику плазме у Принстону америчког Министарства енергије. Принстон има највећу задужбину по студенту у Сједињеним Државама.

## Историја
Универзитет Принстон, основан као Колеџ Њу Џерзија, сматран је наследником „Лог колеџа“ који је основао пречасни Вилијам Тенент у Нешамину у Пенсилванији око 1726. године. Њу Лајт презбитеријанци су основали колеџ у Њу Џерзију 1746. године у Елизабету. Његова сврха била је обука свештеника. Тај колеџ је био образовна и верска престоница шкотске презбитеријанске Америке. За разлику од Харварда, који је првобитно био „интензивно енглески“, и чији дипломци су током Америчке револуције стали на страну круне, Принстон је основан како би задовољио верске потребе тог периода и многи његови дипломци су у рату стали на америчку страну. Године 1754, повереници колеџа у Њу Џерзију предложили су да се, признајући интерес гувернера Џонатана Белчера, Принстон именује као Белчеров колеџ. Белчер је одговорио: „Какво би то име било!“ Године 1756, колеџ је преселио свој кампус у Принстону, Њу Џерзи. Његов дом у Принстону био је Насау Хол, назван по краљевској кући Орање-Насау Вилијама III од Енглеске.
Након преране смрти првих пет председника Принстона, Џон Видерспун је постао председник 1768. године и остао је на тој функцији до своје смрти 1794. Током свог мандата, Видерспун је фокус колеџа преусмерио са обуке свештеника на припрему нове генерације за секуларно вођство у новој Америчкој нацији. У том циљу пооштрио је академске стандарде и затражио улагања у колеџ. Видерспуново председништво представљало је дуг период стабилности за колеџ, прекинут Америчком револуцијом и посебно битком код Принстона, током које су британски војници накратко заузели Насау Хол; Америчке снаге, предвођене Џорџом Вашингтоном, гађале су топовима зграду како би их протерали.
Године 1812, осми председник Колеџа Њу Џерзија, Ашбел Грин (1812–23), помогао је у успостављању суседне Принстонске богословије. План за проширење теолошког наставног плана и програма наишао је на „ентузијастично одобравање дела власти на Колеџу у Њу Џерзија“. Данас Принстонски универзитет и Принстонска богословија одржавају одвојене институције које имају везе које укључују услуге попут унакрсне регистрације и узајамног библиотечког приступа.